# Chavagnac (Dordogne)
Chavagnac – miejscowość i dawna gmina we Francji, w regionie Nowa Akwitania, w departamencie Dordogne. W 2013 roku populacja gminy wynosiła 373 mieszkańców. 
W dniu 1 stycznia 2017 roku z połączenia dwóch ówczesnych gmin – Chavagnac oraz Grèzes – utworzono nową gminę Les Coteaux-Périgourdins. Siedzibą gminy została miejscowość Chavagnac. 